# Gymnosporia keniensis
Gymnosporia keniensis là một loài thực vật có hoa trong họ Dây gối. Loài này được (Loes.) Jordaan mô tả khoa học đầu tiên năm 2006.